# カナック (企業)
株式会社カナックは、香川県高松市に本社を置く建設会社である。電気通信工事を中心に展開している。エクシオグループの完全子会社。

## 沿革
- 1946年9月25日 - 関西電業株式会社設立。
- 1996年2月 - 関西通信建設株式会社、株式会社カンサイと合併し、現社名に変更。
- 1998年10月 - 大阪証券取引所2部上場。
- 2009年8月26日 - 大阪証券取引所2部上場廃止。
- 2009年9月1日 - 協和エクシオ（現・エクシオグループ）の完全子会社となる。